# محسن جلیل‌وند
محسن جلیل‌وند یک بازیکن گلبال اهل ایران است.

## افتخارات
- نشان طلایبازی‌های پاراآسیایی ۲۰۱۴ به میزبانی اینچئون، کره جنوبی[۱][۲][۳]